# Балашов, Андрей Владимирович (поэт)
Андрей Владимирович Балашов (3 октября 1889 — 19 октября 1969, Брюссель) — гусар, эмигрант, поэт, монархист, автор нескольких поэтических сборников.

## Биография
В 1910 году окончил курс гимназии Московского Императорского лицея, в 1913 — университетские курсы того же лицея.
Участник Первой мировой войны, воевал в 11-м гусарском Изюмском полку, из вольноопределяющихся, в 1915 году контужен, в 1917 году ранен. В 1915 году награждён Георгиевским крестом. В сентябре 1916 года командирован с фронта в Борисоглебск, где выдержал экзамен на первый офицерский чин. В феврале 1917 года его производят в чин прапорщика.
Участник гражданской войны на стороне Добровольческой армии (с 1918 года в 1-м Богучарском доброармейском отряде на Дону). В 1919 году был переведён в восстановленный Изюмский дивизион в Добровольческой армии. Служил в чине корнета.
Эвакуирован на о. Проти на корабле «Кизил Ермак». На 18 декабря 1920 в составе 2-го кавалерийского полка в Галлиполи. Участник событий в Галлиполи и «Сараевского сидения». После службы по контракту на Албанской границе, переезжает в Нови Сад (королевство СХС). В 1926 году переезжает в Бельгию. Член Общества бывших воспитанников Императорского лицея в память цесаревича Николая. 
С 1924 года, создатель и руководитель союза «Все-Родине», состоит в РОВС, активно поддерживает Казну Великого Князя Николая Николаевича и тесно работает с С. Н. Палеологом. С конца 1926 года в составе тайно военной организации «Братство Русской Правды» (БРП). С 1928 года руководитель бельгийского отдела БРП "Русское дело", с 1929 года Балашову были подчинены все бельгийские подотделы БРП. В Бельгии Балашовым был налажен массовый выпуск патриотической литературы БРП с ее дальнейшей рассылкой в приграничные территории и СССР. В начале 1930-х годов А. В. Балашов — одна из ключевых фигур БРП. Ряд отделов, ориентировавшихся на Балашова, продолжил свою активную деятельность после раскола Братства в 1932-1933 годах. 
Активной деятельностью Балашов был занят вплоть до начала Второй мировой войны. После контузии во время одной из бомбардировок Брюсселя, здоровье Балашова сильно ухудшилось. По завершении Второй мировой войны он всё больше занимается историей Изюмского полка и подготовкой исторических брошюр. А В 1952 редактор «Изюмского изборника», к 1967 сотрудник журнала «Военная быль».

## Сочинения
- «Песни гусара» // Борисоглебск, Тип. Д. Анисимова и А. Зуевой 1917. 15 с.
- Тебе, Родина! // 4-е и 5-е издания. Новочеркасск, 1919, 20 с.
- Стихотворения. На чужбине. Песни гусарские. // Новый сад, Югославия, Тип. М. Г. Ковалёва и Ко 1923. 40 с.
- Перед портретом Царя мученика // Новый сад, 1923.
- Перед портретом Царя мученика // [Берлин]: Чужбина, 1929[7]. (У Л. М. Турчинского: [Брюссель]: Чужбина, 1929[8]).
- Для немногих // Брюссель: Чужбина 1959. 48 с.[8]

### Рекомендованные источники
- Некролог // Русская мысль (Париж), 6 ноября 1969, № 2763
- Некролог // Часовой (Париж-Брюссель), 1969, № 522
- Старк В. П. Владимир Набоков и Андрей Балашов: «Два пути». // Зарубежная Россия, 1917—1939 / ред. В. Ю. Черняев. — СПб. : Лики России, 2003. — Кн. 2. — С. 322—329. ISBN 5-87417-159-2